# 전병관
전병관(全炳寬, 1969년 11월 4일~)은 대한민국의 전 역도 선수이다.
경량급 선수로, 대한민국 남자 역도 최초의 올림픽 금메달리스트다. 1988년 서울 올림픽 남자 52kg급에서 은메달, 1992년 바르셀로나 올림픽 남자 56kg급에서 금메달을 땄다.
전라북도 진안군 마령면에서 태어나 전주고등학교와 고려대학교 체육교육학과를 졸업한 후, 1999년에 동 대학원을 졸업하고 2007년 8월 17일 한국체육대학교 대학원에서 박사 학위를 취득했다.
한편, 1992년 6월 창단된 해태 역도단에서 선수 생활을 한 동시에 프로야구팀 해태 타이거즈 홍보실 직원으로 있었으며 모기업의 부도 탓인지 1997년 말 소속팀(해태 역도단)이 해산되자 한동안 소속 팀을 찾지 못했다가 1998년 5월 하이트맥주 역도단으로 옮겼고 다음 해 8월 위궤양 때문에 선수 생활을 접었다.
은퇴 후 2001년에는 주니어 역도대표팀 코치를 시작으로 2002년부터 역도 국가대표 상비군 및 리저브 팀의 감독을 맡았으며, 장미란을 지도했다.

## 수상
- 1985년 세계주니어 역도선수권대회 은메달
- 1987년 아시아역도선수권대회 은메달
- 1988년 하계 올림픽 은메달
- 1990년 아시안 게임 금메달
- 1991년 세계 역도선수권대회 금메달
- 1992년 아시아 역도선수권대회 금메달
- 1992년 하계 올림픽 금메달
- 1994년 아시안 게임 금메달
- 1995년 세계 역도선수권대회 은메달
- 1995년 아시아 역도선수권대회 금메달

## 영화
- 2009년: 《킹콩을 들다》- 특별출연

## 광고 출연
- 기아자동차 봉고 2700